# Balnot-sur-Laignes
Balnot-sur-Laignes est une commune française, située dans le département de l'Aube en région Grand Est.

## Géographie
|               | Polisy              |                    |
| Avirey-Lingey | Balmont-sur-Laignes | Neuville-sur-Seine |
|               | Les Riceys          |                    |

Au cours de la Révolution française, la commune, alors nommée Balnot-le-Châtel ou Balnot-le-Croc, changea son nom en Balnot-sur-Laigne ; l'ajout du s est moderne.

### Hydrographie
La commune est dans la région hydrographique « la Seine de sa source au confluent de l'Oise (exclu) » au sein du bassin Seine-Normandie. Elle est drainée par la Laignes, la Laignes, la Fontaine Henriot et le Fossé 01 des Prés Secs,.
La Laignes, d'une longueur de 33 km, prend sa source dans la commune de Laignes et se jette  dans la Seine à Polisy, après avoir traversé dix communes.

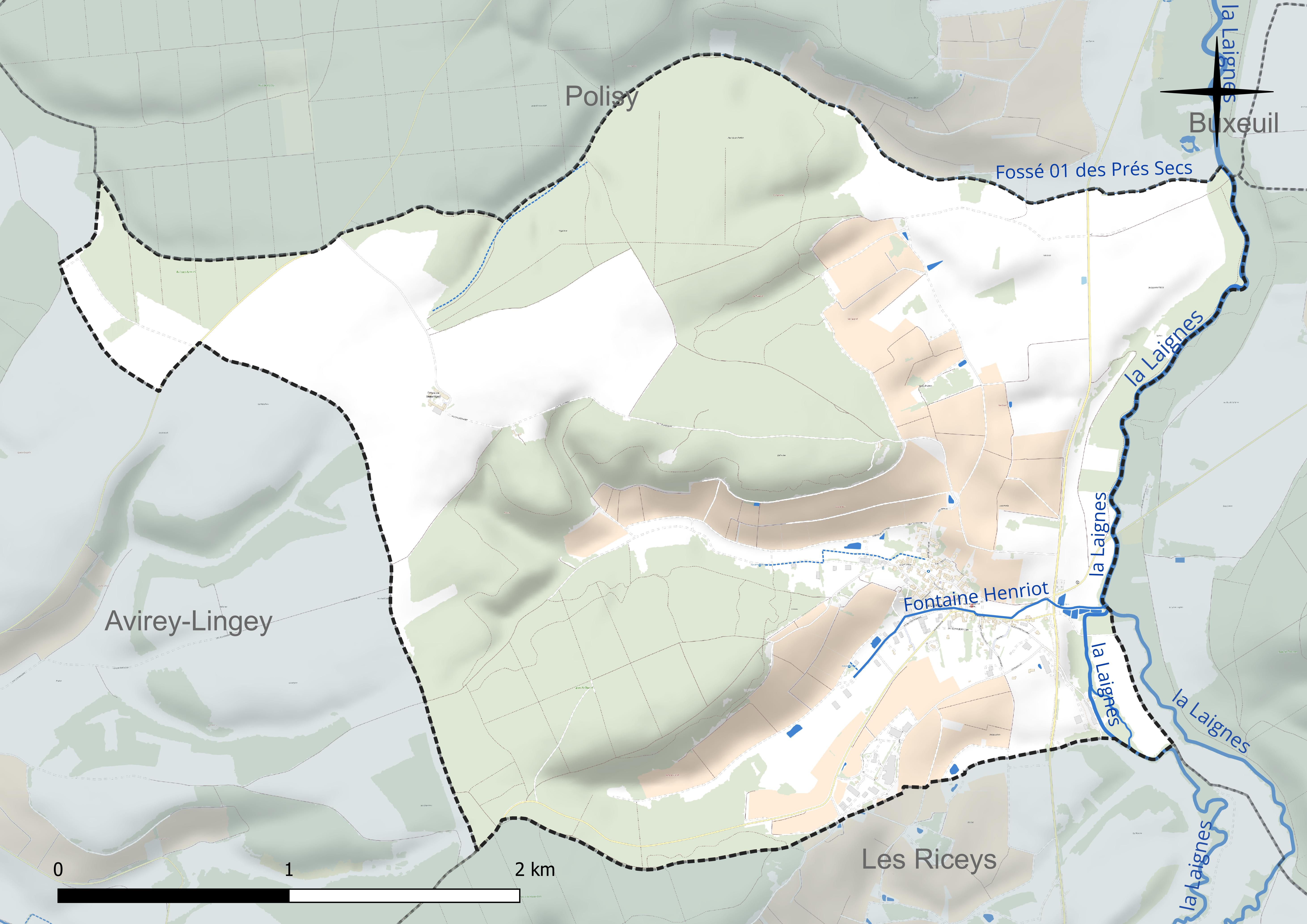
Réseau hydrographique de Balnot-sur-Laignes.

### Climat
Pour des articles plus généraux, voir Climat du Grand Est et Climat de l'Aube.
En 2010, le climat de la commune est de type climat océanique dégradé des plaines du Centre et du Nord, selon une étude du Centre national de la recherche scientifique s'appuyant sur une série de données couvrant la période 1971-2000. En 2020, Météo-France publie une typologie des climats de la France métropolitaine dans laquelle la commune est exposée à un climat océanique altéré et est dans la région climatique Lorraine, plateau de Langres, Morvan, caractérisée par un hiver rude (1,5 °C), des vents modérés et des brouillards fréquents en automne et hiver.
Pour la période 1971-2000, la température annuelle moyenne est de 10,3 °C, avec une amplitude thermique annuelle de 15,6 °C. Le cumul annuel moyen de précipitations est de 794 mm, avec 12,6 jours de précipitations en janvier et 8,2 jours en juillet. Pour la période 1991-2020, la température moyenne annuelle observée sur la station météorologique de Météo-France la plus proche, « Celles-sur-ource », sur la commune de Celles-sur-Ource à 6 km à vol d'oiseau, est de 11,4 °C et le cumul annuel moyen de précipitations est de 747,2 mm. 
La température maximale relevée sur cette station est de 40,6 °C, atteinte le 25 juillet 2019 ; la température minimale est de −15 °C, atteinte le 1er mars 2005,,.
Les paramètres climatiques de la commune ont été estimés pour le milieu du siècle (2041-2070) selon différents scénarios d'émission de gaz à effet de serre à partir des nouvelles projections climatiques de référence DRIAS-2020. Ils sont consultables sur un site dédié publié par Météo-France en novembre 2022.

## Urbanisme

### Typologie
Au 1er janvier 2024, Balnot-sur-Laignes est catégorisée commune rurale à habitat dispersé, selon la nouvelle grille communale de densité à 7 niveaux définie par l'Insee en 2022.
Elle est située hors unité urbaine et hors attraction des villes,.

### Occupation des sols
L'occupation des sols de la commune, telle qu'elle ressort de la base de données européenne d’occupation biophysique des sols Corine Land Cover (CLC), est marquée par l'importance des territoires agricoles (51,1 % en 2018), en diminution par rapport à 1990 (53,7 %). La répartition détaillée en 2018 est la suivante : 
forêts (46,3 %), terres arables (28,9 %), cultures permanentes (21,7 %), zones urbanisées (2,7 %), prairies (0,4 %), zones agricoles hétérogènes (0,1 %). L'évolution de l’occupation des sols de la commune et de ses infrastructures peut être observée sur les différentes représentations cartographiques du territoire : la carte de Cassini (XVIIIe siècle), la carte d'état-major (1820-1866) et les cartes ou photos aériennes de l'IGN pour la période actuelle (1950 à aujourd'hui).

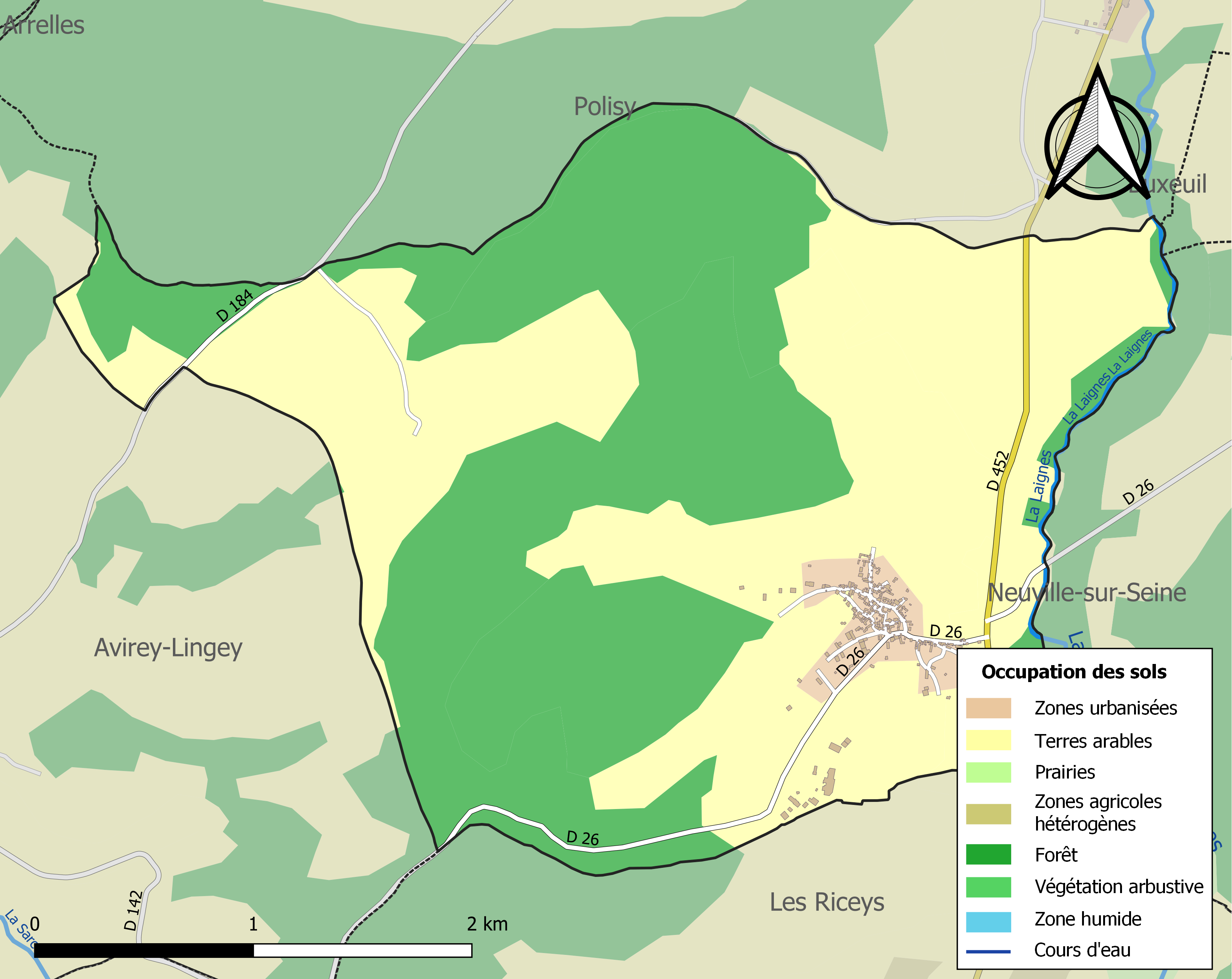
Carte des infrastructures et de l'occupation des sols de la commune en 2018 (CLC).

## Histoire
La présence est attestée depuis l'époque gallo-romaine par la découverte d'une villa avec sa piscine, un cimetière sur la côte de Vaux ainsi qu'un cercueil mérovingien actuellement au musée Saint-Loup. La seigneurie dépendait des comtes de Bar-sur-Seine avant le XIIe siècle et eut beaucoup à souffrir des guerres, à tel point qu'il est qualifié de comme inhabitable et qu'aucune taxe ne put y être prélevée.
En 1789, le village dépendait de l'intendance et de la généralité de Dijon, de la recette  et du bailliage de Bar-sur-Aube.

## Politique et administration
| Période                                  | Période  | Identité      | Étiquette | Qualité     |
| ---------------------------------------- | -------- | ------------- | --------- | ----------- |
| avant 1995                               | 2001     | Jules Prelat  | DVD       |             |
| mars 2001                                | En cours | Eric Fournier | DVG       | Agriculteur |
| Les données manquantes sont à compléter. |          |               |           |             |

## Démographie
L'évolution du nombre d'habitants est connue à travers les recensements de la population effectués dans la commune depuis 1793. Pour les communes de moins de 10 000 habitants, une enquête de recensement portant sur toute la population est réalisée tous les cinq ans, les populations de référence des années intermédiaires étant quant à elles estimées par interpolation ou extrapolation. Pour la commune, le premier recensement exhaustif entrant dans le cadre du nouveau dispositif a été réalisé en 2004.

En 2022, la commune comptait 157 habitants, en évolution de +1,95 % par rapport à 2016 (Aube : +0,7 %, France hors Mayotte : +2,11 %).
| 1793 | 1800 | 1806 | 1821 | 1831 | 1836 | 1841 | 1846 | 1851 |
| ---- | ---- | ---- | ---- | ---- | ---- | ---- | ---- | ---- |
| 636  | 595  | 550  | 588  | 350  | 518  | 530  | 528  | 501  |

| 1856 | 1861 | 1866 | 1872 | 1876 | 1881 | 1886 | 1891 | 1896 |
| ---- | ---- | ---- | ---- | ---- | ---- | ---- | ---- | ---- |
| 473  | 457  | 437  | 420  | 400  | 389  | 379  | 359  | 348  |

| 1901 | 1906 | 1911 | 1921 | 1926 | 1931 | 1936 | 1946 | 1954 |
| ---- | ---- | ---- | ---- | ---- | ---- | ---- | ---- | ---- |
| 371  | 314  | 286  | 240  | 266  | 218  | 207  | 202  | 164  |

| 1962 | 1968 | 1975 | 1982 | 1990 | 1999 | 2004 | 2006 | 2009 |
| ---- | ---- | ---- | ---- | ---- | ---- | ---- | ---- | ---- |
| 162  | 172  | 153  | 149  | 158  | 175  | 166  | 160  | 156  |

| 2014 | 2019 | 2022 | - | - | - | - | - | - |
| ---- | ---- | ---- | - | - | - | - | - | - |
| 157  | 155  | 157  | - | - | - | - | - | - |

## Lieux et monuments
La commune abrite 

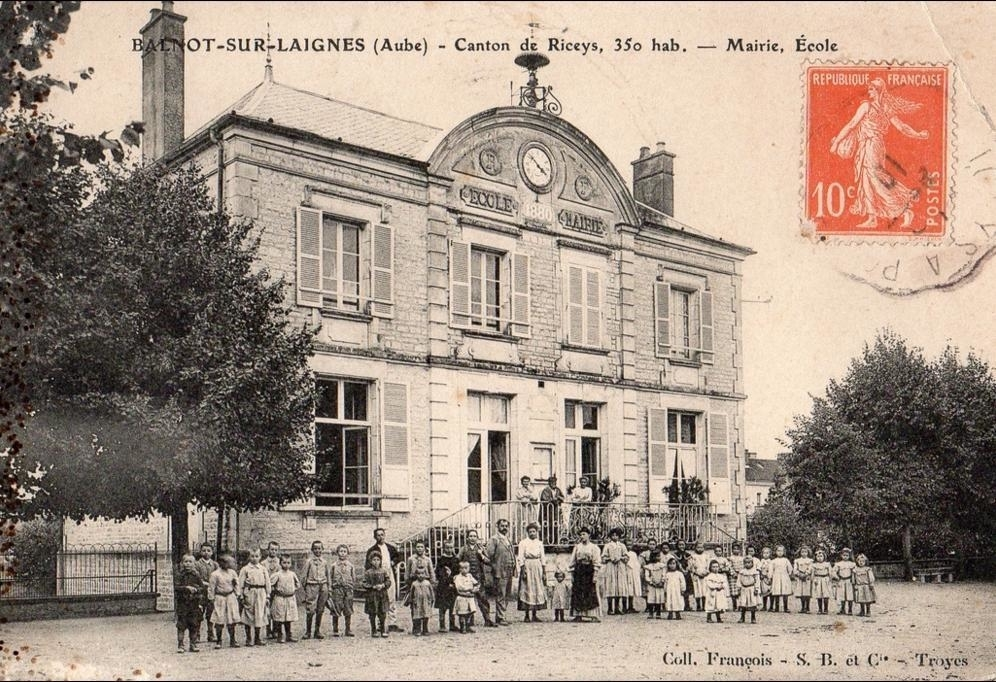
Carte postale de l'école en 1910.(Coll. François)

- un des monuments aux morts pacifistes français, on y lit « Maudite soit la guerre ».
- L'église paroissiale Saint-Savinien était du doyenné de Bar-sur-Seine et appartenait au chapitre de Mussy entre 1218 et 1779. Sa nef est du XIIe siècle et fut remaniée au XVIe comme le reste de l'édifice. Construite sur un plan de croix latine et sa nef n'est pas voûté. Parmi ses statues du XVIe siècle il faut citer le saint Savinien[23] en calcaire polychrome. La dalle funéraire de Pierre-Louis Bourgeois[24] ancien curé mort en 1771.
- Chapelle Saint-Firmin de Balnot-sur-Laignes.